# ناأوهيكو أوكادا
ناأوهيكو أوكادا (باليابانية: 岡田 直彦) (30 ديسمبر 1978 في غونما في اليابان – )؛ هو لاعب كرة قدم سابق كان يلعب كلاعب وسط.

## وصلات خارجية
- ناأوهيكو أوكادا على موقع رابطة كرة القدم اليابانية للمحترفين (اليابانية)